# Onere (diritto)
Nel linguaggio giuridico con onere (detto anche peso, modo o modus) s'intende una disposizione accessoria del negozio giuridico gratuito che impone un'obbligazione al destinatario della liberalità (onerato): si pensi all'obbligazione di destinare una parte dell'immobile donato a ricovero per i poveri.
Questo significato del termine non va confuso con l'altro, pure utilizzato nel linguaggio giuridico, secondo cui l'onere è una particolare situazione giuridica soggettiva.

## L'onere nel diritto romano
L'onere risale al diritto romano dove il modus (termine che in latino significa 'limite') era uno dei tre elementi accidentali del negozio giuridico, assieme a dies (termine) e condicio (condizione). Si differenziava dalla condizione perché questa subordina ma non ordina, mentre l'onere ordina ma non subordina, cosicché il negozio era immediatamente efficace anche qualora il beneficiario non avesse adempiuto.
A un certo punto, al fine di rendere coercibile il modus, il pretore negò al legatario l'azione nei confronti dell'erede, volta a ottenere la cosa lasciatagli in legato, se il legatario stesso non si fosse impegnato a prestare una cautio o stipulatio praetoria (garanzia) per l'adempimento del modus. Inoltre, se il beneficiario era una persona determinata, si cominciò a considerare fittiziamente il modus come un fedecommesso, riconoscendo così al beneficiario stesso la petitio fideicommissi, ossia l'azione specifica per ottenerne l'adempimento. Nel caso di donazione modale, invece, si adottò l'espediente di trasferire fiduciariamente il bene al donatario, cosicché, se questi non adempiva all'obbligazione, si poteva esperire nei suoi confronti l'actio fiduciae; oppure di vincolare il donatario all'adempimento tramite una stipulatio. In epoca giustinianea vennero accordate al donante, in caso di inadempimento del modus, le azioni da contratti innominati: condictio causa data causa non secuta, per recuperare il bene donato, e actio præscriptis verbis, per pretendere l'adempimento.

## L'onere nell'ordinamento italiano
Nell'ordinamento italiano l'onere è espressamente previsto dal Codice civile per la donazione (art. 793), l'istituzione di erede o legatario (art. 647) e per l'alienazione gratuita di un immobile o la cessione gratuita di un capitale (art. 1861). Si ritiene, però, che possa essere apposto alla generalità dei negozi giuridici gratuiti.
In caso di inadempimento dell'onere il negozio giuridico, di regola, non cade ma gli interessati possono agire in giudizio per ottenere l'adempimento dell'obbligazione. Tuttavia,  se l'onere è contenuto in un testamento o in un atto di donazione, può anche essere esperita un'azione per la risoluzione del negozio. Infatti, l'art. 648 del Codice civile prevede che il giudice, su richiesta di qualsiasi interessato, può pronunciare la risoluzione della disposizione testamentaria alla quale afferisce l'onere se la risoluzione stessa era stata prevista dal testatore o se l'adempimento dell'onere costituiva il solo motivo del lascito. Invece, l'art. 793 del Codice civile prevede che la risoluzione della donazione, se prevista nell'atto di donazione, può essere domandata dal donante o dai suoi eredi. 
L'onere si distingue dalla condizione sospensiva perché, pur obbligando il destinatario, non subordina l'efficacia del negozio giuridico all'adempimento dell'obbligazione. Si distingue, inoltre, dalla condizione risolutiva perché, anche quando può essere domandata la risoluzione del negozio per inadempimento, questa opera ex nunc, facendo quindi salvi gli acquisti di terzi nel frattempo intervenuti, mentre la risoluzione conseguente all'avverarsi della condizione risolutiva opera ex tunc.